# قره توقای
قره‌توقای (به ترکی آذربایجانی: Qaratuğay) یک منطقه مسکونی در جمهوری آذربایجان است که در شهرستان صابرآباد واقع شده است. قره‌توقای ۱۶۹۸ نفر جمعیت دارد.